# Ulanów
Ulanów (pronunciación polaca: [uˈlanuf]) es una ciudad polaca, capital del municipio homónimo en el distrito de Nisko del voivodato de Subcarpacia. En 2006 tenía una población de 1494 habitantes.
La ciudad fue fundada en 1616 por el noble local Stanislaw Ulina. En las décadas siguientes se desarrolló como puerto fluvial, hasta que en El Diluvio se produjo el saqueo y destrucción del asentamiento original. En la partición de 1772 se incorporó al Imperio Habsburgo, donde se mantuvo hasta 1918 como una ciudad privada que perteneció a varias familias nobles. Históricamente era una ciudad donde casi la mitad de la población estaba formada por judíos, pero a partir de 1905 sufrieron persecución al acusárseles sin pruebas de atacar una cruz en la carretera y acabarían desapareciendo de la localidad por los hechos que ocurrieron en la primera mitad del siglo XX. En la Primera Guerra Mundial casi toda la ciudad fue destruida, hasta el punto de que la Segunda República Polaca le retiró el estatus de ciudad en 1934. En 1958, el nuevo gobierno de la República Popular de Polonia le devolvió el estatus urbano, pero de forma meramente honorífica al haber quedado reducida a un asentamiento de unos mil habitantes.
Se ubica a orillas del río San, unos 10 km al este de la capital distrital Nisko.